# بلعيد لاكارن
بلعيد لاكارن ( 26 أكتوبر 1940 - 15 أكتوبر 2024) ، كان حكم كرة قدم جزائريًّا دوليًّا سابقًا.

## حياة مهنية
شارك بلعيد لكارن كحكم دولي في العديد من التظاهرات الكروية القارية والعالمية، من بينها نهائيات كأس العالم 1982 في إسبانيا.
تولى رئاسة الاتحادية الجزائرية لكرة القدم عام 1988، ولعب دورًا بارزًا في حصول الجزائر على شرف تنظيم نهائيات كأس أمم إفريقيا 1990.
ساهم لكارن مساهمة ملحوظة في تكوين حكام مثلوا الصافرة الجزائرية على المستوى الدولي، مثل حيمودي، بنوزة، غربال، وإيتشعلي. وحظي بتقدير حكام دوليين معروفين، من بينهم الإيطالي كولينا والفرنسي فوترو.
عمل بلعيد لكارن لسنوات طويلة كعضو في لجنة التحكيم بالاتحاد الدولي لكرة القدم (فيفا) والاتحاد الإفريقي لكرة القدم (كاف).

## وفاة
توفي في 15 أكتوبر 2024 عن عمر ناهز الثالثة والثمانين بعد معاناة مع المرض.

## روابط خارجية
- بلعيد لاكارن على موقع Soccerway.com (الإنجليزية)
- بلعيد لاكارن على موقع أوليمبيديا (الإنجليزية)